# Amata
Amata war in der mythischen römischen Frühgeschichte die Frau des Latinerkönigs Latinus und die Mutter von Lavinia, der späteren Ehefrau des Aeneas. Sie widersetzte sich den Plänen ihres Mannes, Lavinia mit Aeneas zu verheiraten. Stattdessen favorisierte sie ihren Neffen, den Rutulerkönig Turnus, und ermunterte ihn, gegen Aeneas und die Trojaner in den Krieg zu ziehen. Da ihre Söhne Aeneas unterstützten, ließ sie sie blenden oder gar töten. Als sie Turnus nach einer Schlacht irrtümlich für gefallen hielt, nahm sie sich durch Erhängen oder durch Nahrungsverweigerung das Leben.
Obwohl Vergil in seiner Aeneis die ausführlichste Darstellung der Sage um Amata bietet, lässt sich erkennen, dass er sehr frei mit dem Stoff umgeht und die Überlieferung teilweise stark abändert, um sie an die literarischen Bedürfnisse seines eigenen Werkes anzupassen. So charakterisiert er Amata, die maßgeblich das Geschehen in der zweiten Werkhälfte mitbestimmt, deutlich als Gegenstück zu Dido, der Gegenspielerin des Aeneas in der ersten Hälfte der Aeneis.
Darüber hinaus ist die vergilische Figur der Amata stark von verschiedenen Frauengestalten aus griechischen Tragödien beeinflusst. Hier liegt vermutlich auch der Grund dafür, dass die vergilische Amata im Unterschied zur älteren Überlieferung nicht durch Nahrungsverweigerung, sondern durch Erhängen zu Tode kommt, da diese Art des Selbstmordes in der griechischen Literatur deutlich häufiger vorkommt als in der römischen.
Unklar und in der Forschung umstritten ist die Frage, ob der Name Amata als Partizip von lat. amare (deutsch 'lieben') im Sinne von 'die Geliebte' gedeutet werden kann. Ebenso ungeklärt ist die Frage nach einer möglichen Beziehung des Namens zu dem Kultnamen Amata, mit dem der Pontifex maximus eine neu berufene Vestalin anspricht. Möglicherweise hat erst Vergil die Namensform Amata geprägt bzw. als kanonische Namensform etabliert, da Dionysios von Halikarnassos, der sich auf ältere Überlieferungen beruft, die Figur als Amita bezeichnet.